# Oospila pallidaria
Oospila pallidaria là một loài bướm đêm trong họ Geometridae.